# Surnadal
Surnadalⓘ ist eine Kommune im norwegischen Fylke Møre og Romsdal. Die Kommune hat 5950 Einwohner (Stand: 1. Januar 2025). Verwaltungssitz ist die Ortschaft Skei.

## Geografie

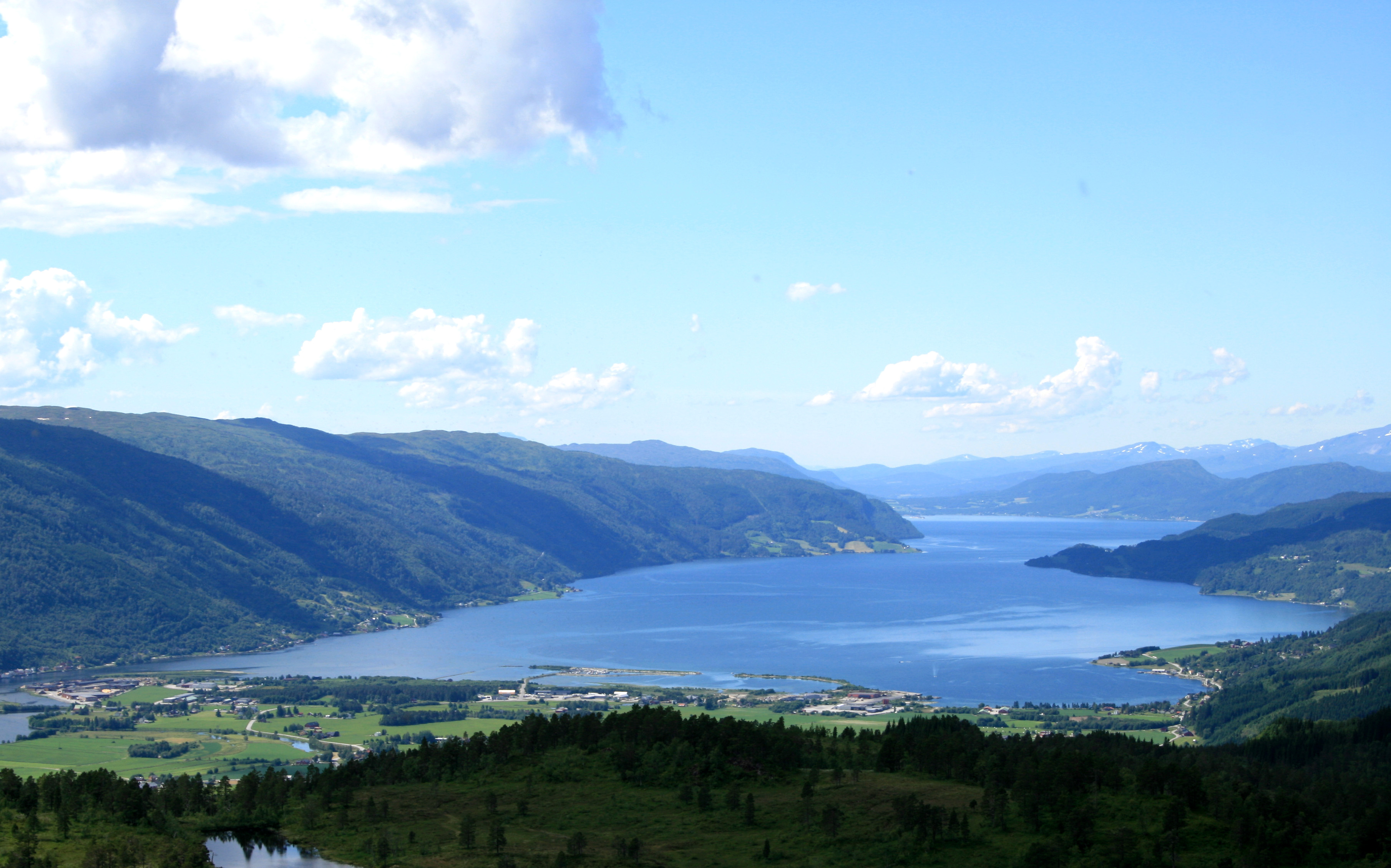
Blick auf den Surnadalsfjord

Surnadal liegt im Nordosten des Fylkes Møre og Romsdal in der Landschaft Nordmøre. Die Kommune grenzt an Heim im Norden, Rindal im Osten, Oppdal im Süden sowie Sunndal und Tingvoll im Westen. Die Grenze zu Heim und Rindal stellt zugleich die Grenze zwischen den Fylkern Møre og Romsdal und Trøndelag dar. Die Grenze zu Tingvoll verläuft vollständig im Halsafjord, der im Nordwesten die Gemeindegrenze bildet und sich in Richtung Süden in das Land einschneidet. In die Kommune schneiden sich die drei östlichen Fjordarme Surnadalsfjord, Hamnesfjord und Åsskardfjord ein. In das innere Ende des Surnadalsfjords mündet der Fluss Surna, der aus dem Osten durch das Tal Surnadalen auf den Fjord zufließt. Im Mündungsbereich liegen die beiden Ortschaften Surnadalsøra und Skei. Die Surna ist bei Lachsfischern ein beliebter Fluss. Die Gesamtfläche der Kommune beträgt 1.366,03 km², wobei Binnengewässer zusammen 50,99 km² ausmachen.
Im Süden der Kommune befindet sich der nördliche Teil der Berglandschaft Trollheimen. Die Erhebung Snota stellt mit einer Höhe von 1669,12 moh. den höchsten Punkt der Kommune Surnadal dar. Die Landschaft Trollheimen bildet ein Naturschutzgebiet, dass sich über mehrere Gemeinden erstreckt. Auch andere Gebiete der Kommune sind unter Schutz gestellt.

## Einwohner
Das Haupttal der Kommune, das Surnadalen, ist am dichtesten bewohnt. Im Mündungsbereich der Surna liegt die Ortschaft Surnadalsøra, die mit dem Verwaltungssitz Skei zusammengewachsen ist. Die Einwohner verteilen sich abgesehen davon entlang der beiden Fjordseiten und in einigen Tälern Surnadals. Nach dem Ende des Zweiten Weltkriegs blieb die Einwohnerzahl bis in die 1970er-Jahre weitgehend stabil, bevor sie bis in die 1990er-Jahre leicht anwuchs. Anschließend begann die Zahl der Einwohner zurückzugehen. Skei/Surnadalsøra ist der einzige sogenannte Tettsted, also die einzige Ansiedlung, die für statistische Zwecke als eine städtische Siedlung gewertet wird. Zum 1. Januar 2024 lebten dort 2870 Einwohner.
Die Einwohner der Gemeinde werden Surndaling genannt. Offizielle Schriftsprache ist wie in vielen Kommunen in Møre og Romsdal Nynorsk, die weniger weit verbreitete der beiden norwegischen Sprachformen.
| Jahr          | 1986 | 1990 | 1995 | 2000 | 2005 | 2010 | 2015 | 2020 | 2025 |
| ------------- | ---- | ---- | ---- | ---- | ---- | ---- | ---- | ---- | ---- |
| Einwohnerzahl | 6485 | 6466 | 6429 | 6252 | 6160 | 5956 | 5976 | 5920 | 5950 |

## Geschichte und Kultur

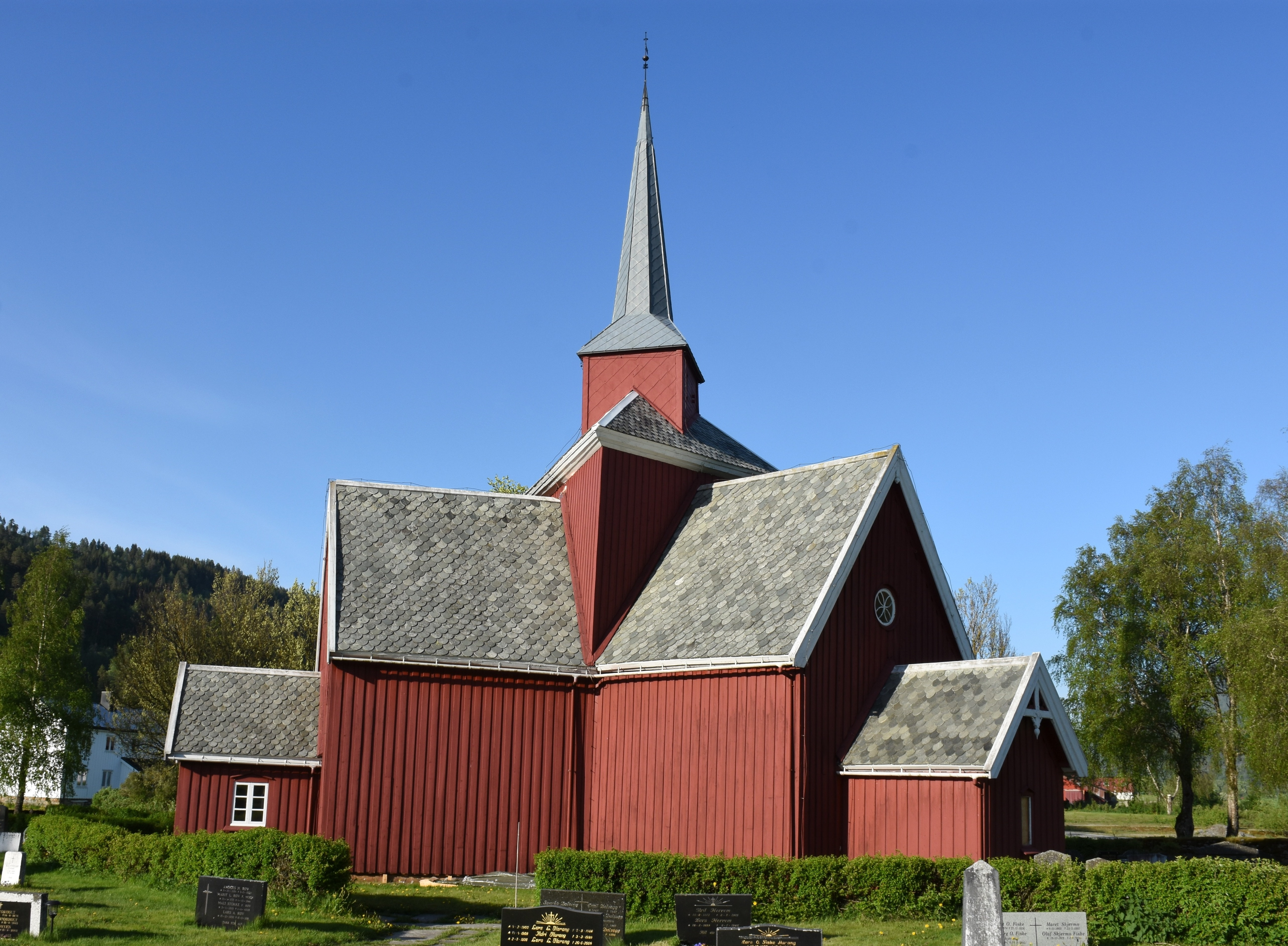
Die Mo kyrkje

Die Kommune Surnadal entstand im Rahmen der Einführung der lokalen Selbstverwaltung im Jahr 1837. Im Jahr 1858 wurde Rindal mit 2684 Einwohnern abgespalten. Surnadal verblieb mit 3105 Einwohnern. Zwischen 1877 und 1896 kam es zu mehreren Grenzanpassungen zwischen Stangvik und Surnadal. Zu Beginn des Jahres 1877 ging ein von 50 Personen bewohntes Gebiet von Stangvik an Surnadal über. Zwei Jahre später ging ein Areal mit 83 Einwohnern zurück an Stangvik. Am 1. Januar 1886 wurde der Weiler Møklegjerdet mit 29 Personen von Stangvik an Surnadal überführt. Zum 1. Januar 1965 wurde die Kommune Åsskard mit 1014 Einwohnern nach Surnadal eingegliedert. Außerdem wurde der Großteil der Gemeinde Stangvik nach Surnadal überführt. Von Stangvik gingen 1386 Einwohner an Surnadal über. Surnadal hatte vor der Zusammenlegung von Stangvik, Åsskard und Surnadal 3534 Einwohner. Åsskard war zum 1. Mai 1895 entstanden, als es mit 629 von Stangvik abgespalten wurde.
In der Kommune befinden sich mehrere Kirchen. Die Mo kyrkje ist eine Holzkirche aus dem Jahr 1728. Sie hat einen Y-förmigen Grundriss. Sie ersetzte eine verfallene Kirche. Aus dem Jahr 1871 stammt die Øye kyrkje. Dabei handelt es sich ebenfalls um eine Holzkirche. Weitere Kirchen in Surnadal sind die Ranes kyrkje, die Todalen kyrkje, die Åsskard kyrkje sowie die Stangvik kyrkje.
In Svinvik am Todalsfjord liegt ein Arboretum. Es wurde ab den 1940er-Jahren vom Ehepaar Halvor und Anne Svinvik aufgebaut. In der Anlage befindet sich unter anderem eine Sammlung von Varianten des Rhododendrons.

## Wirtschaft und Infrastruktur

### Verkehr

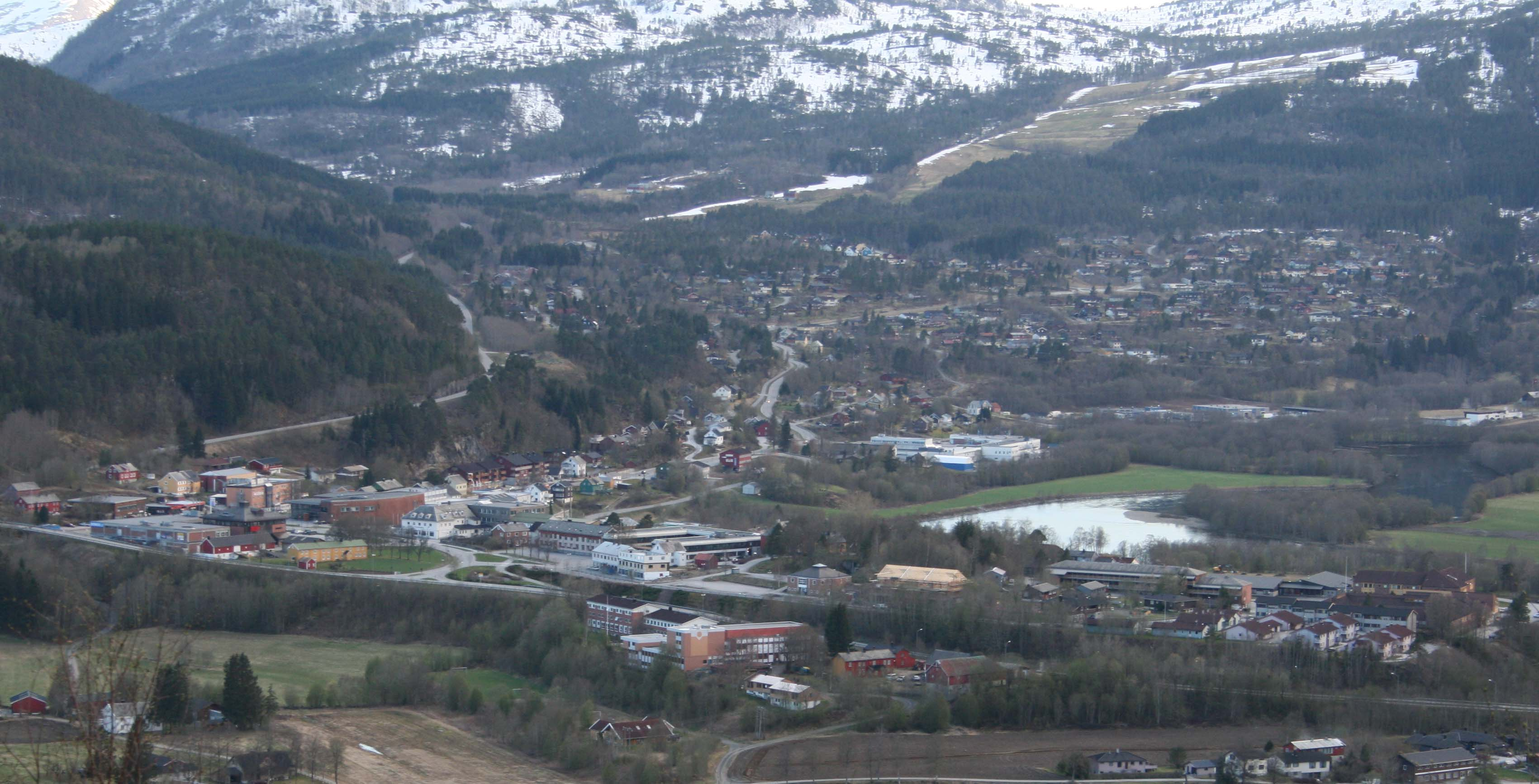
Blick auf Skei

Von Südwesten führt der Fylkesvei 670 per Fährverbindung über den Stangvikfjord von Sunndal in die Kommune. In Sunndal mündet die Straße in den Riksvei 70. In Surnadal führt der Fylkesvei in den Nordosten zu den Ortschaften Skei und Surnadalsøra. Dort mündet die Straße in den Fylkesvei 65, der Richtung Osten parallel zur Surna durch das Surnadalen verläuft. Von Surnadal in den Nordwesten führt der Fylkesvei in die nördliche Nachbargemeinde Heim, wo sie in die Europastraße 39 (E39) mündet.

### Wirtschaft
Die Land- und Forstwirtschaft ist für die Lokalwirtschaft von größerer Bedeutung. Die größten landwirtschaftlichen Betriebe Surnadals befinden sich im Haupttal. Typisch für die Landwirtschaft sind sowohl die Tierhaltung als auch der Anbau von Getreide. Es werden unter anderem Rinder, Schafe und Hühne gehalten. Eine weitere Einnahmequelle ist der Tourismus. In Surnadal wird unter anderem das Fischereifestival Norsk Laksefestival abgehalten. Auch die Stromerzeugung ist wichtig für Surnadal. In der Kommune befinden sich mehrere Wasserkraftwerke. Das größte ist das Kraftwerk Trollheim. Es wurde 1968 in Betrieb genommen und hatte von 1981 bis 2010 eine durchschnittliche Jahresproduktion von 893 GWh. Am Kraftwerk wird eine Fallhöhe von rund 400 Metern ausgenutzt. Das Kraftwerk Svorka hatte von 1981 bis 2010 eine mittlere Jahresproduktion von etwa 105 GWh, beim Kraftwerk Gråsjø lag der Wert bei rund 68 GWh. Im Jahr 2021 arbeiteten von rund 2900 Arbeitstätigen etwa 2400 in Surnadal selbst. Über 50 Personen pendelten jeweils in die Kommunen Rindal, Sunndal und Trondheim.

## Name
Der Gemeindename setzt sich aus den beiden Bestandteilen „Surna“ und „-dal“ (deutsch -tal) zusammen. Ersterer leitet sich vom Fluss Surna ab.

## Persönlichkeiten
- Ole Irgens (1724–1803), lutherischer Bischof
- Ole Andreas Lindeman (1769–1857), Komponist
- Kalla Skrøvseth (1913–1997), Malerin
- Helge Seip (1919–2004), Politiker, Minister und Journalist
- Sverre Årnes (* 1949), Schriftsteller, Comicautor und Drehbuchautor
- Rune Gjeldnes (* 1971), Abenteurer und Polarforscher
- Jenny Klinge (* 1975), Politikerin
- Olav Magne Dønnem (* 1980), Skispringer
- Øystein Aarseth (1968–1993), Gründungsmitglied der Black-Metal-Band Mayhem

## Belege
1. ↑  07459: Population, by region, contents and year. In: ssb.no. Statistisk sentralbyrå, abgerufen am 27. Februar 2025 (englisch).
2. 1 2 3  Surnadal kommune. In: Norgeskart. Abgerufen am 21. Oktober 2022 (norwegisch).
3. 1 2 3  Geir Thorsnæs: Surnadal. In: Store norske leksikon. Abgerufen am 21. Oktober 2022 (norwegisch).
4. ↑  09280: Areal (km²), etter arealtype, statistikkvariabel, år og region. In: ssb.no. Statistisk sentralbyrå, abgerufen am 21. Oktober 2022 (norwegisch).
5. ↑  Høgaste fjelltopp i kvar kommune. Kartverket, abgerufen am 21. Oktober 2022 (norwegisch (Nynorsk)).
6. ↑  Trollheimen landskapsvernområde. In: Naturbase. Miljødirektoratet, abgerufen am 2. November 2022 (norwegisch).
7. ↑  Population and land area in urban settlements. Statistisk sentralbyrå, 1. Oktober 2024 (englisch).
8. ↑  Innbyggjarnamn. In: Språkrådet. Abgerufen am 21. Oktober 2022 (norwegisch (Nynorsk)).
9. ↑  Forskrift om språkvedtak i kommunar og fylkeskommunar (språkvedtaksforskrifta). In: Lovdata. Abgerufen am 21. Oktober 2022 (norwegisch).
10. ↑  Population. Municipalities, pr. 1.1., 1986 - latest year. In: ssb.no. Abgerufen am 2. März 2025 (englisch).
11. ↑  Dag Juvkam: Historisk oversikt over endringer i kommune- og fylkesinndelingen. (PDF) In: Statistisk sentralbyrå. 1999, abgerufen am 21. Oktober 2022 (norwegisch).
12. ↑  Mo kyrkje, Surnadal. In: Kirkesøk. Abgerufen am 11. August 2025 (norwegisch).
13. ↑  Øye kyrkje, Surnadal. In: Kirkesøk. Abgerufen am 11. August 2025 (norwegisch).
14. ↑  Svinviks arboret. In: Nordmøre museum. Abgerufen am 2. November 2022 (norwegisch).
15. ↑  Trollheim. In: NVE. Abgerufen am 1. November 2022 (norwegisch).
16. ↑  Svorka. In: NVE. Abgerufen am 1. November 2022 (norwegisch).
17. ↑  Gråsjø. In: NVE. Abgerufen am 1. November 2022 (norwegisch).
18. ↑  Pendlingsstrømmer. Statistics Norway, abgerufen am 21. Oktober 2022 (norwegisch).
19. ↑  Surnadal. In: Norsk stadnamnleksikon. Abgerufen am 21. Oktober 2022 (norwegisch (Nynorsk)).

Aukra |
Aure |
Averøy |
Fjord |
Giske |
Gjemnes |
Haram |
Hareid |
Herøy |
Hustadvika |
Kristiansund |
Molde |
Ørsta |
Rauma |
Sande |
Smøla |
Stranda |
Sula |
Sunndal |
Surnadal |
Sykkylven |
Tingvoll |
Ulstein |
Vanylven |
Vestnes |
Volda |
Ålesund